# سنيثة
السنيثة (بالإنجليزية: Sneathia)‏ هو جنس من البكتريا من شعبةالبكتيريا المغزلية.
أنواع السنيثة يمكن أن تكون جزءا من البكتيريا الطبيعية للجهاز البولي التناسلي للرجل والمرأة، كما تعتبر مسببات لأمراض محتملة للجهاز التناسلي الأنثوي، فهي ترتبط مع مجموعة متنوعة من الحالات المرضية مثل التهاب المهبل الجرثومي.
يضم هذا الجنس الأنواع:
- Sneathia amnii = السنيثة السلوية
- Sneathia sanguinegens =

## أصل التسمية
سمي هذا الجنس من البكتيريا نسبة إلى عالم الجراثيم البريطاني سنيث (بالإنجليزية: P. H. A. Sneath)‏.